# Pak Yung-sun
Pak Yung-sun, Koreaans: 박영순, (20 maart 1954, P'yŏngan-pukto, Noord-Korea - 14 juli 1987, Noord-Korea) was een Noord-Koreaans professioneel tafeltennisster. Pak was haar achternaam.
Zij won vijf medailles op de wereldkampioenschappen tafeltennis tussen 1975 en 1981.

## Belangrijkste resultaten
- WK
  -  Goud in het vrouwen enkelspel in 1975 in Calcutta.
  -  Goud in het vrouwen enkelspel in 1977 in Birmingham.
  -  Zilver met het team in 1979 in Pyongyang.
  -  Brons met het team in 1977 in Birmingham.
  -  Brons met het team in 1981 in Novi Sad.